# Mnima
Mnima ist ein Verwaltungsbezirk (Ward) des Distrikts Nanyamba Town Council in der tansanischen Region Mtwara. 

## Geografie
Mnima liegt im Südosten von Tansania etwa 50 Kilometer südwestlich von Mtwara. Die Fläche des Bezirks beträgt 90 Quadratkilometer. Bei der Volkszählung 2022 lebten hier 7358 Menschen in 2059 Haushalten.

## Gliederung
Der Bezirk besteht aus sechs Gemeinden (Mtaa) mit 18 Orten (Kitongoji):
| Namdimba - Shuleni - Sokoni | Mnima - Mnima Mjini - Chivalala | Kilimahewa - Chihanga - Kilimahewa Maendeleo - Kilimahewa Mjini | Namahukula - Ghalani - Sekondari - Chekacheka - Mtoni | Chihokwe - Chihokwe - Zahanati - Chihangu - Mpungule | Namambi - Namambi - Tandika - Shangani |

## Wirtschaft und Infrastruktur
- Gesundheit: In Mnima befindet sich eine staatliche Apotheke.[7]
- Bildung: Die Mnima Secondary School ist eine staatliche weiterführende Schule, die Jugendliche bis zur 4. Stufe ausbildet.[8]